# Lluís Lúcia i Mingarro
Lluís Lúcia i Mingarro (València, 24 de maig de 1914 - Madrid, 15 de març de 1984) va ser advocat, cap de producció, guionista i director de cinema valencià, fill del polític valencià Lluís Lúcia Lúcia i de María del Pilar Mingarro Roca.
Va estudiar dret i es va doctorar a la universitat de Madrid. El seu pare coneixia la família Casanova, propietària de la productora de cinema CIFESA, i va ser a través d'ells com Luis Lucia Mingarro va entrar en CIFESA com advocat de l'empresa. Al cap de poc temps va decidir canviar el seu vestit d'advocat pel de cap de producció i guionista per a, finalment, passar a dirigir algunes de les pel·lícules més populars de l'època. Va descobrir per al cinema a actrius com Marisol, Rocío Dúrcal o Ana Belén. Va treballar també amb molts dels millors actors i actrius de l'època. Luis Lucia també va ser dibuixant i moltes de les seues caricatures van aparèixer en la premsa valenciana. Quan va començar la moda del destape es va retirar del cinema.

## Filmografia
Les pel·lícules en les quals va intervenir i el càrrec que hi va ocupar s'exposen a continuació:
- Malvaloca (1942) - Cap de producció
- La condesa María (1942) - Cap de producció
- El hombre que se quiso matar (1942) - Guionista
- A mí la legión (1942) - Guionista
- Noche fantástica (1943) - Cap de producció
- Rosas de otoño (1943) - Cap de producció
- El 13 - 13 (1944) - Director
- Un hombre de negocios (1945) - Director i guionista
- La princesa de los Ursinos (1947) - Director
- Dos cuentos para dos (1948) - Director i guionista tècnic
- Noche de Reyes (1949) - Director i guionista
- Currito de la Cruz (1949) - Director i guionista
- La Reina de Sierra Morena, Duquesa de Benamejí (1949) - Director
- De mujer a mujer (1950) - Director i guionista
- Lola la piconera (1951) - Director i guionista
- El sueño de Andalucía (1951) - Director i guionista
- Gloria Mairena (1952) - Director i guionista
- Cerca de la ciudad (1952) - Director i guionista
- La hermana San Sulpicio (1952) - Director i guionista
- Jeromín (1953) - Director i coguionista
- Aeropuerto (1953) - Director i guionista tècnic
- Morena Clara (1954) - Director i guionista
- Un caballero andaluz (1954) - Director i coguionista
- La hermana alegría (1954) - Director i guionista
- El piyayo (1955) - Director i guionista
- Esa voz es una mina (1955) - Director i guionista
- La lupa (1955) - Director i guionista
- La vida en un bloc (1956) - Director
- Un marido de ida y vuelta (1957) - Director i guionista
- La muralla (1958) - Director i guionista
- Un ángel tuvo la culpa (1959) - Director
- Molokai, la isla maldita (1959) - Director i guionista
- El príncipe encadenado (1960) - Director i guionista
- Un rayo de luz (1960) - Director i guionista
- Ha llegado un ángel (1961) - Director i guionista
- Tómbola (pel·lícula) (1962) - Director i guionista
- Rocío de la Mancha (1962) - Director i guionista
- Canción de juventud (1962) - Director
- Crucero de verano (1964) - Director i guionista
- Zampo y yo (1965) - Director i guionista
- Grandes amigos (1966) - Director i guionista
- Las cuatro bodas de Marisol (1967) - Director i guionista
- Solos los dos (1968) - Director i guionista
- Pepa Doncel (1969) - Director i guionista
- La orilla (1970) - Director i guionista
- La novicia rebelde (1971) - Director i guionista
- Entre dos amores (1972) - Director i guionista

## Premis
Medalles del Cercle d'Escriptors Cinematogràfics
| Any  | Categoria       | Pel·lícula             | Resultat  |
| ---- | --------------- | ---------------------- | --------- |
| 1953 | Millor director | Jeromín                | Guanyador |
| 1960 | Millor director | El príncipe encadenado | Guanyador |
| 1965 | Millor guió     | Zampo y yo             | Guanyador |